# Rimgaudas Abraitis
Rimgaudas Abraitis (* 1. Januar 1934 in Kaunas, Litauen) ist ein litauischer Ingenieur und Energiewirtschaftler, Professor.

## Leben
1962 absolvierte er das Studium am  Kauno politechnikos institutas. Von 1980 bis 1984 bildete er sich weiter in Kiew, Prag, Brno, Bratislava, Moskau und Obninsk. Von 1962 bis 1997 war er wiss. Mitarbeiter am  Energetikos ir elektrotechnikos institutas (ab 1984 Lietuvos energetikos institutas) und ab 1997 am Lietuvos architektūros ir statybos institutas. 1994  habilitierte er und ab 1998 lehrt er als Professor an der Kauno technologijos universitetas. Er ist Mitglied  von Lietuvos statybos inžinierių sąjunga.

## Bibliografie
- Ugniai atspari keramika aukštų temperatūrų dujų sraute (Monografie, 1984)
- Techninės keramikos technologija ir savybės. Architektūros ir statybos institutas. Kaunas, Technologija. Monografie, 2002–2003

## Quelle
1. ↑  Rimgaudas Abraitis. Visuotinė lietuvių enciklopedija, T. I (A-Ar). V.: Mokslo ir enciklopedijų leidybos institutas, 2001, 41 psl.

| Personendaten    | Personendaten                                  |
| ---------------- | ---------------------------------------------- |
| NAME             | Abraitis, Rimgaudas                            |
| KURZBESCHREIBUNG | litauischer Ingenieur und Energiewirtschaftler |
| GEBURTSDATUM     | 1. Januar 1934                                 |
| GEBURTSORT       | Kaunas, Litauen                                |